# Кущавник новобританський
Куща́вник новобританський (Cincloramphus grosvenori) — вид горобцеподібних птахів родини кобилочкових (Locustellidae). Ендемік Папуа Нової Гвінеї. Раніше вважався конспецифічним з бугенвільським і меланезійським кущавником. Вид названий на честь Гілберта Гросвенора, редактора журналу «National Geographic» і президента Національного географічного товариства.

## Поширення і екологія
Новобританські кущавники є ендеміками острова Нова Британія в архіпелазі Бісмарка. Вони живуть у вологих гірських тропічних лісах. Зустрічаються на висоті від 1580 до 2400 м над рівнем моря. На більш нижчих висотах новобританського кущавника змінює рудощокий кущавник, який мешкає на висоті до 1400 м над рівнем моря.

## Збереження
Новобританські кущавники відомі лише за двома зразками, зібраними в грудні 1958 року. Після цього вид не спостерігався. МСОП класифікує цей вид як вразливий, хоча деякі дослідники, зокрема Джуліан Гьюм, вважають новобританського кущавника вимерлим. Імовірно, популяція цього виду становить від 2500 до 10000 птахів. Їм можуть загрожувати інвазивні види хижаків.